# سماد

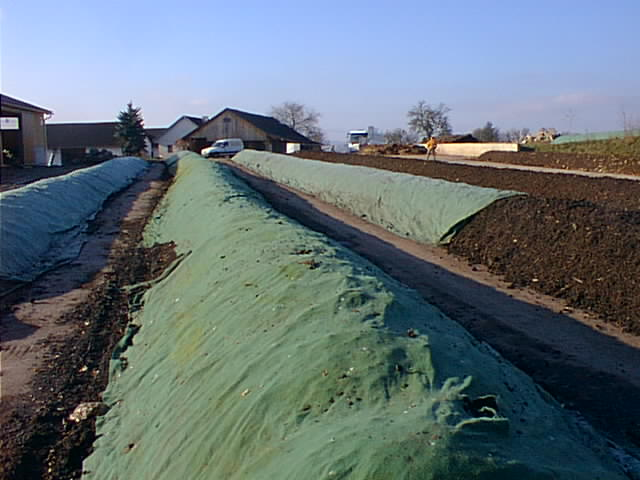

السماد مادة تُضاف للتربة من أجل مساعدة النبات على النمو. ويَستخدم المزارعون عدة أنواع من الأسمدة لإنتاج محاصيل وفيرة، كما يستخدم البستانيون السماد لإنتاج أزهار قويّة وكبيرة وخضراوات وفيرة في الحدائق المنزلية. ويقوم العاملون كذلك برعاية المسطحات الخضراء وملاعب الجولف بنثر السماد للحصول على مسطحات خضراء كثيفة.
تحتوي الأسمدة على مغذيات (مواد غذائية) أساسية لنمو النَّبات. وتُصنع بعض الأسمدة من المواد العضوية، مثل روث الحيوان أو مخلَّفات الصَّرْف الصحي، وبعضها الآخر من مواد معدنية أو مركبات مُنْتَجة في المصانع.
وقد استخدم الإنسان الأسمدة منذ آلاف السِّنين، حتى في الأوقات التي كان لايعلم مدى فائدتها للنبات، وقبل أن يعي الإنسان أهمية تغذية النبات بفترة طويلة. فقد لاحظ أن روث الحيوان ورماد الخشب وبعض المعادن الأخرى تساعد النبات على أن ينمو بقوة. وخلال القرن التاسع عشر وأوائل القرن العشرين اكتشف الباحثون أن بعض العناصر الكيميائية ضرورية لتغذية النبات.
يستخدم المزارعون في الوقت الحاضر كميات كبيرة من الأسمدة سنويًا في شتى أنحاء العالم. وقد بلغت الزيادة في الإنتاج بسبب إضافة الأسمدة، حوالي ربع إنتاج المحصول العالمي. فبدون التسميد، كان يجب زراعة مساحات أوسع من الأرض واستخدام عمالة أكبر لإنتاج الكمية نفسها.

## أهمية الأسمدة
زيادة المحصول وقدرة التربةعلى الحفاظ على الماء والعناصر المعدنية تنتج النباتات الخضراء غذاءها من خلال عملية التمثيل الضوئي. وتحتاج هذه العملية إلى كميات كبيرة من تسعة عناصر كيميائية تُسمَّى العناصر الكبرى وهي: الكربون والهيدروجين والأكسجين والفوسفور والبوتاسيوم والنيتروجين والكبريت والمغنسيوم والكالسيوم. كما تحتاج أيضًا إلى كميات أقل من عناصر أخرى تُسمَّى العناصر الصغرى، وذلك لأن النبات يحتاج إليها بكميات قليلة. وتشمل هذه العناصر البورون والنحاس والحديد والمنغنيز والموليبدنوم والزنك (الخارصين).
ويزوّد الماء والهواء النبات بمعظم احتياجاته من الكربون والهيدروجين والأكسجين، أما باقي العناصر، فيُحصل عليها من التربة.
وتأتي العناصر التي يحصل عليها النبات من التربة من نباتات متحلِّلة أو مواد حيوانية وعناصر ذائبة. ولكن في بعض الأحيان، لا تتوافر كميات كافية من هذه المواد في التربة، مما يحتِّم إضافة السماد. فمثلاً، يشمل حصادُ المحاصيل إزالة النبات من التربة قبل موته وتحلله. وبذلك لا ترجع العناصر المعدنية الموجودة في المحاصيل إلى التربة. ولهذا يجب إضافة السماد. وتتضمن العناصر التي غالبًا ما تكون ناقصة في التربة النيتروجين والفوسفور والبوتاسيوم.
يوجد نوعان من الأسمدة: أسمدة كيميائية وأسمدة عضوية. وتنتج الأسمدة المعدنية من عناصر معينة أو مواد مُصنعة. أما الأسمدة العضوية، فمصدرها النباتات المتحلِّلة والمواد الحيوانية.
الأسمدة المعدنية. هي الأكثر استخدامًا، وتُزود النبات بثلاثة عناصر رئيسية هي:
1. النيتروجين.
2. الفوسفور.
3. البوتاسيوم.

### السماد الكيميائي (NPK)
وهو عبارة عن ثلاث عناصر وهي (النيتروجين-الفسفور-البوتاسيوم) مركبة مع بعضها بالإضافة للعناصر الصغرى غالباً.. ويكون احتياج النبات إليها في ثلاث مراحل هي:
- المرحلة الأولى من حياة النبات يحتاج لعنصر الفوسفور في بداية حياته أكثر من العناصر الأُخرى لتشجيع نمو وانتشار المجموع الجذري الذي يساعد النبات على الا‌متصاص الجيد من التربة للماء والعناصر الغذائية وكذلك تثبيت النبات وعلى قدر انتشار المجموع الجذري يكون حجم المجموع الخضري متناسب طرديا مع زيادة المجموع الجذور وبالتالي حجم وعدد المجموع الخضري الحامل للمحصول، كذلك الحال بالنسبة للأسمدة الآزوتية في بداية حياة النبات يساعد على نمو وبناء خلا‌يا النبات ويكون نمو النبات في المرحلة الأولى سريع عن بقية المراحل الأخرى كذلك يساعد البادرات الصغيرة على سرعة النمو واختراق سطح التربة حتى لا‌ يتأخر الإنبات - القدر المُضاف من سماد سلفات البوتاسيوم مفيد لتحسين الخاصية الا‌سموزية لخلا‌يا جذر النبات مما يزيد من مقدرة تحمل النبات على تحمل الملوحة الموجودة بماء الأرض وبالتالي نضمن قدرة خلا‌يا جذر النبات على الا‌متصاص الجيد من الأرض للماء والعناصر الغذائية وأيضا التوازن الغذائي للعناصر مع بعضها حتى لا‌ يتأثّر نمو النبات ونظرا لأن الأسمدة الفوسفورية بطيئة التحلل ننصح بإضافتها كاملة أثناء خدمة الأرض.

- المرحلة الثانية من حياة النبات وهي مرحلة النمو والا‌ستطالة وتكوين الخلفات يحتاج النبات فيها لجرعات زائدة من السماد الآزوتي للمساعدة على النمو وتكوين الأفرُع التي تحمل المحصول فيما بعد وأيضا تكوين الأوراق على الأفرع ويكون احتياج النبات أكثر للأسمدة الآزوتية ولا‌ يحتاج إلا ‌ إلى نسبة ضئيلة من الأسمدة الفوسفورية.
- المرحلة الثالثة وهي مرحلة التزهير وعقد وتكوين الثمار وفيها يحتاج النبات لكمية كبيرة من الأسمدة البوتاسية لأنها تساعد على تحسين عملية التلقيح والإخصاب والعقد للأزهار والثمار وبالتالي يزيد من الا‌نتاجية علا‌وة على تحسين صفات الثمار وفي هذه المرحلة يكون احتياج النبات فيها لعنصر البوتاسيوم أكبر من الأسمدة الآزوتية لذا ننصح بتخفيض نسبة الأسمدة الآزوتية في تلك المرحلة ونمنع نهائيا إضافة أي أسمدة فوسفورية.

### الأسمدة النيتروجينية
وهي التي تحتوي على النيتروجين في صورة امونيا أو نترات أو أميدية أو مجموع هذه الصور معاً؛ وهي تلعب دور هام في زيادة حموضة التربة وهي سهلة الامتصاص بواسطة النبات، وهي حموضة باقية في التربة حيث تدمص على سطح التربة حتى لا تفقد بواسطة ماء الري. وهي أكثر الأنواع استخدامًا وتُنْتج بشكل أساسي من غاز النشادر على شكل سماد سائل، مثل: النشادر اللامائية أو النشادر المائية، أو على شكل سماد صلب، مثل: كبريتات الأمونيوم ونترات الأمونيوم، وفوسفات الأمونيوم، ومركب عضوي يُسمَّى يوريا.

### الأسمدة الفوسفورية
وتُدعى أيضًا فوسفات وتُصنَّع من معدن الأباتيت. ويمكن إضافة مسحوق الأباتيت الناعم إلى التربة على شكل سماد صلب ويُدعى حينئذ فوسفات صخري وقد يُعالج الأباتيت بحمض الكبريتيك أو حمض الفوسفوريك لصنع أسمدة سائلة تدعى سوبر فوسفات.

### الأسمدة البوتاسية
هي مادة رئيسية وبفضلها أصبح الكثير من النباتات قوية وبكثرة، ولذلك تعتبر الأسمدة البوتاسية هي والفوسفورية من أهم الأملاح المعدنية بالتفوق.

### أسمدة معدنية أخرى
هناك أسمدة تُزَوِّد التربة بعناصر مختلفة. فتلك التي تُصنّع من الجبس تزوِّد التربة بالكبريت. كما يتم تصنيع أسمدة تزود التربة بالمغذيات الصغرى.

### الأسمدة العضوية
يتم تصنيعها من مواد مختلفة بما فيها السماد الحيواني ومواد نباتية ومياه الصرف الصحي وفضلات مخازن التعبئة. وتحتوي هذه الأسمدة العضوية على نسبة أقل من العناصر مقارنة بالأسمدة المعدنية، ولهذا، فإنها تستخدم بكميات كبيرة للحصول على نتائج مشابهة. وقد تكون تكلفة الأسمدة العضوية أكثر من الأسمدة المعدنية إلا أنها تحل مشكلة التخلص من النفايات التي ليس لها استخدامات عدا إضافتها على شكل سماد. وتستخدم المواد النباتية بطريقتين
1. سماد خليط ومتحلل
2. سماد أخضر.

وتشتمل كومة السماد المتحلل على طبقات متبادلة من التربة والمواد النباتية. وقد تُخلط هذه الأسمدة بالجير وتُتْرك الكَومْة لتتحلل عدة أشهر قبل استخدامها سمادًا. انظر: السماد الخليط.
ويشتمل السماد الأخضر على محاصيل معينة يستخدمها المزارعون سمادًا. فبعض النباتات توجد بكتيريا مستجذرة (عقدية) على جذورها. وتمتص هذه البكتيريا النيتروجين من الهواء، ومن الأمثلة عليها النباتات البقولية كالفصفصة الفاصوليا النفل. وتُزرع هذه المحاصيل، ثم تُحرث وتُقلب في الأرض وهي صغيرة، وبهذا يرجع النيتروجين إلى التربة أثناء تحلل النباتات وتتغذى به النباتات الأخرى.
أسمدة الدواجن
وتعتبر من أفضل أنواع الأسمدة المستخدمة وذلك لاحتوائها على نسبه أكبر من النيتروجين والفوسفور والمعادن الأخرى وذلك بالمقارنة مع الأسمدة الأخرى مثل أسمدة الأبقار والضأن وغيرها ويلاحظ أن العلماء ينصحون دائما بعدم استخدام أسمدة الكلاب والقطط والخنازير وذلك لاحتوائها على طفيليات تتسبّب في نقل بعض الأمراض للإنسان.
لأسمدة العضوية وأهميتها

### أهمية الأسمدة العضوية وأفضليتها
تمد الأرض بالعناصر اللازمة، وتمنع التلوث البيئي
تتجه دول العالم الآن إلى الاهتمام بالتسميد العضوي والتقليل من إضافة الأسمدة الكيميائية للأراضي لمنع التلوث البيئي والحصول على محاصيل ذات صفات جديدة وتركيز العناصر الغذائية المناسبة في الثمار، دون أن يكون لها تأثيرات ضارة على صحة الإنسان على المدى البعيد.
إن الأراضي في الوطن العربي، وخصوصا في بلدان الشرق العربي، تعتبر فقيرة في المادة العضوية وبالتالي في النتروجين وبعض العناصر الغذائية اللازمة لنمو النبات نظراً لأنها تقع في المنطقة التي تسود فيها الظروف المناخية الحارة وشبه الجافة. كما أن معظم الأراضي المستصلحة خلال العقود الأخيرة تقع في مناطق رملية أو جيرية، وبالتالي هي تعاني بالضرورة من نقص العناصر الغذائية نتيجة لفقرها من المادة العضوية. فإن إضافة الأسمدة الكيميائية والعضوية ضروري لزيادة الإنتاج من المحاصيل المختلفة وتعويض ما يستنزف من العناصر الغذائية نتيجة لعملية التكثيف الزراعي للمحاصيل في الأراضي الزراعية المحدودة المساحة لمواجهة مشكلة التزايد المستمر في عدد السكان كل عام.

### أهمية المواد العضوية
لقد أوضحت البحوث والدراسات أن عنصر الآزوت يأتي في مقدمة العناصر الغذائية التي تحدد إنتاج المحاصيل في الوطن العربي كما أن التسميد بالمعدلات المُثلى من الآزوت يزيد من إنتاجية المحاصيل وهو هام لتوفير الأمن الغذائي العربي. أما الفوسفور فيقع في المرتبة الثانية بعد الآزوت من ناحية حاجة الأراضي للتسميد بهذا العنصر ويليه في الترتيب عنصر البوتاسيوم. وتمتاز الأسمدة العضوية بأنها تحتوي على العناصر الغذائية سواء الكبرى أو الصغرى في صورة متوازنة وميسّرة للنباتات. وتؤثر المادة العضوية على الكثير من الصفات الطبيعية والكيميائية للأراضي وترجع أهميتها إلى ما يأتي :
1- تعتبر المادة العضوية مخزنا للعناصر الغذائية اللازمة لنمو النباتات حيث ينطلق ثاني أكسيد الكربون أثناء تحللها وهذا بدوره يدخل في عملية تمثيل الكلوروفيل كما يساعد على تحويل الآزوت والفوسفور والكبريت وغيرها من العناصر الغذائية إلى صورة صالحة لاستعمال النبات.
2- تعتبر الأجزاء الغروية من المادة العضوية ذات الأهمية الكبيرة في تحسين صفات الأرض الطبيعية حيث إنها تمنع تماسكها في كتل وبالتالي تزيد من تهوية الأرض وتسهّل اختراق الجذور ونموها في الأراضي الرملية وبالتالي تقلل من مساميتها.
تحويل العناصر الغذائية إلى صورة ميسرة للنبات Alailable حيث إنه أثناء تحلل المادة العضوية تتكون مركبات حمضية مثل حمض الكربونيك الناتج عن ذوبان ثاني اوكسيد الكربون في الماء وكذلك حمض الدياليك وحمض الكربوكسيليك التي تلعب دورا هاما في التحولات التي تحدث في الأراضي حيث تتحول المركبات غير الذائبة والمحتوية على البوتاسيوم إلى مركبات ذائبة مثل كربونات ونترات البوتاسيوم، وتتحول المركبات الفوسفاتية غير الذائبة إلى صور أكثر تيسيراً للنبات وخاصة فوسفات كل من الحديد والكالسيوم، وتترسب الأحماض العضوية باتحادها مع الكالسيوم والمنغنيز وبالتالي لا تنفذ ماء الصرف كما تعمل على تحويل العناصر الدقيقة إلى الصور الصالحة لتغذية النبات عن طريق الخلب أو بخفض درجة الحموضة بالإضافة إلى ذلك فأنها تعمل على تنشيط الكائنات الأرضية حيث تمدها بالطاقة اللازمة لبناء أجسامها كما تزيد من السعة التبادلية للأرض.